# Ernst-Adelbert Nickel
Ernst-Adelbert Nickel (* 23. März 1920 in Michelsakuten, Memelland; † 25. Dezember 1992) war ein deutscher Veterinärmediziner und Hochschullehrer. Er war Direktor des Parasitologischen Instituts der Universität Leipzig.

## Leben und Wirken
Er war der Sohn eines Landwirts. Nach dem Schulbesuch studierte Nickel ab 1939 Veterinärmedizin und promovierte 1943 an der Tierärztlichen Hochschule in Hannover zum Dr. med. vet. Das Thema seiner Dissertation lautete Vorkommen und Verbreitung der wichtigsten parasitären Arthropoden und Würmer des Menschen und der großen Haustiere in den Mittelmeerländern und Afrika. 1951 habilitierte er an der gleichen Stelle. Die Habilitationsschrift trägt den Titel Die Kokzidieninfektion und ihre Bekämpfung beim Kaninchen.
Er wurde 1951 Privatdozent an der Tierärztlichen Hochschule Hannover und wurde 1953 zum Dozenten berufen. 1955 erhielt er den Ruf an die Veterinärmedizinische Fakultät der Universität Leipzig, wo er zum 1. Januar 1956 Universitätsprofessor mit Lehrauftrag wurde. 1959 erhielt er dort einen Lehrstuhl. Zu seinen Schülern gehörte u. a. Wilfried Rommel. Ab 1969 war er ordentlicher Professor für das Lehrgebiet Veterinär-Parasitologie. Seine Emeritierung erfolgte 1985, seine Nachfolgerin wurde Regine Ribbeck.
Er war seit 1954 Mitglied der Deutschen Gesellschaft für Hygiene und Mikrobiologie.